# Ryszard Wójcik (piłkarz)
Ryszard Wójcik (ur. 2 sierpnia 1939 roku w Krakowie, zm. 11 stycznia 2010) – polski piłkarz, wieloletni zawodnik Wisły Kraków.

## Kariera
W ekstraklasie zadebiutował 1 czerwca 1960 w przegranym 0-4 wyjazdowym meczu z Odrą Opole. W 1966 roku wywalczył wicemistrzostwo kraju, w kolejnym sezonie zdobył Puchar Polski. Rozegrał 266 meczów pierwszoligowych w których strzelił 5 goli oraz 29 meczów w II lidze w których zdobył 1 bramkę. Ostatni mecz w Wiśle zagrał 12 listopada 1972. Pod koniec kariery występował we francuskim klubie RC Arras.

## Życie prywatnie
Jego wnuczka Zuzanna poślubiła zawodnika Wisły Wilde’a-Donalda Guerriera.

## Sukcesy
Sukcesy klubowe w barwach Wisły:
- Mistrzostwo II ligiː 1964/1965
- Wicemistrzostwo Polskiː 1965/1966
- Puchar Polskiː 1966/1967